# Jonathan Olivares

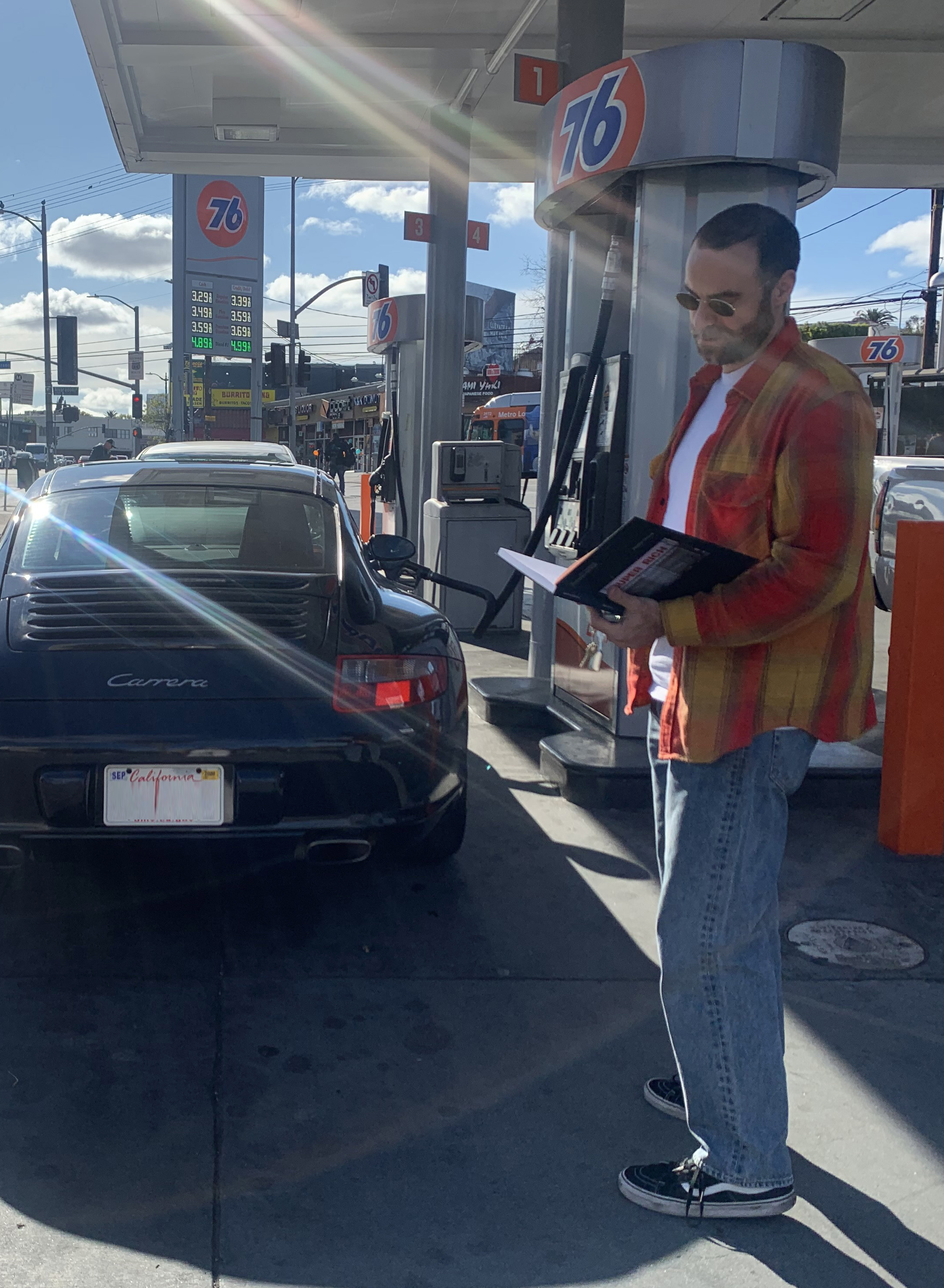
Jonathan Olivares in Los Angeles mit seinem Buch über die Fotografie von Don Chadwick um die Jahre 1961–2005

Jonathan Olivares (* 1981 in Boston) ist ein amerikanischer Industriedesigner.

## Biografie
Olivares hat sein Design Studium am Pratt Institute abgeschlossen. 2006 gründete er das Jonathan Olivares Design Research (JODR), ein Büro in Los Angeles, das in den Bereichen Industrie-, Raum- und Kommunikationsdesign tätig ist. Zu den jüngsten Projekten gehört die Installation Room for a Daybed (2016); die Aluminiumbank für Zahner (2015); der Vitra Workspace, ein Büromöbel-Showroom und eine Lernumgebung für Vitra (2015); die Ausstellung Source Material, kuratiert mit Jasper Morrison und Marco Velardi (2014); und der Olivares Aluminium Chair für Knoll (2012). Olivares 'Arbeiten wurden international veröffentlicht, mit mehreren Designpreisen ausgezeichnet – darunter der italienische Compasso d’Oro – und sind in den ständigen Designsammlungen des Art Institute of Chicago, des Los Angeles County Art Museum, des Victoria and Albert Museum und des Vitra Design Museum.

## Auszeichnungen
- Compasso d’Oro (2012)